# Вальбрембо
Вальбрембо (итал. Valbrembo) — коммуна в Италии, находится в регионе Ломбардия, подчиняется административному центру Бергамо.
Население составляет 3587 человек, плотность населения составляет 1196 чел./км². Занимает площадь 3 км². Почтовый индекс — 24030. Телефонный код — 035.
Покровителями коммуны почитаются святые Вит, Модест и Крискентия, а также святые Косма и Дамиан, целители безмездные, празднование 26 сентября.